# Louis Joseph van Heilmann van Stoutenburg
Louis Joseph baron van Heilmann van Stoutenburg (Baarn, 14 september 1849 - Driebergen, 20 mei 1916) was een Nederlands burgemeester.

## Biografie
Van Heilmann was een lid van de familie Van Heilmann van Stoutenburg en een zoon van Johannes Baptista Josephus baron van Heilmann van Stoutenburg (1824-1853) en Jannetje Mooij (1829-1918). Zijn moeder hertrouwde als weduwe in 1859 met dr. Georg Krieger. Van Heilmann werd na het overlijden van zijn vader in 1853 baron en bleek de laatste telg van het adellijke geslacht; hij bleef ongehuwd.
In 1881 werd Van Heilmann benoemd tot burgemeester van de Zuid-Hollandse gemeente Strijen als opvolger van Everhard Dirk de Meester (1850-1920) die in 1880 notaris te Heteren werd. Hij bleef daar 33 jaar burgemeester tot zijn ontslag (op eigen verzoek) per 3 februari 1914 waarna hij werd opgevolgd door Cornelis Jacobus Johannes Fokker (1871-1943), burgemeester van Elkerzee en Ellemeet en lid van de familie Fokker.